# 寛徳
寛徳（、旧字体：寛󠄁德）は、日本の元号の一つ。長久の後、永承の前。1044年から1046年までの期間を指す。この時代の天皇は後朱雀天皇、後冷泉天皇。

## 改元
- 長久5年11月24日（ユリウス暦1044年12月16日） 改元
- 寛徳3年4月14日（ユリウス暦1046年5月22日） 永承に改元

## 寛徳期におきた出来事
- 1045年（寛徳2）
  - 1月 - 親仁親王即位し、後冷泉天皇となる。
  - 10月 - 寛徳の荘園整理令（新立の荘園を停止する）。1040年に、伊賀国の国司である藤原公則のアイデアによるものとされている。

## 西暦との対照表
※は小の月を示す。
| 寛徳元年（甲申） | 一月      | 二月※ | 三月※ | 四月  | 五月※ | 六月※   | 七月  | 八月※ | 九月  | 十月  | 十一月※ | 十二月 |           |
| ---------------- | --------- | ----- | ----- | ----- | ----- | ------- | ----- | ----- | ----- | ----- | ------- | ------ | --------- |
| ユリウス暦       | 1044/2/2  | 3/3   | 4/1   | 4/30  | 5/30  | 6/28    | 7/27  | 8/26  | 9/24  | 10/24 | 11/23   | 12/22  |           |
| 寛徳二年（乙酉） | 一月      | 二月※ | 三月  | 四月※ | 五月  | 閏五月※ | 六月※ | 七月  | 八月※ | 九月  | 十月※   | 十一月 | 十二月    |
| ユリウス暦       | 1045/1/21 | 2/20  | 3/21  | 4/20  | 5/19  | 6/18    | 7/17  | 8/15  | 9/14  | 10/13 | 11/12   | 12/11  | 1046/1/10 |
| 寛徳三年（丙戌） | 一月      | 二月※ | 三月  | 四月※ | 五月  | 六月※   | 七月※ | 八月  | 九月※ | 十月  | 十一月※ | 十二月 |           |
| ユリウス暦       | 1046/2/9  | 3/11  | 4/9   | 5/9   | 6/7   | 7/7     | 8/5   | 9/3   | 10/3  | 11/1  | 12/1    | 12/30  |           |